# Părva profesionalna futbolna liga 2018-2019
La Părva profesionalna futbolna liga 2018-2019 è stata la 95ª edizione della massima serie del campionato bulgaro di calcio, la 74ª disputata sotto la formula di un campionato di lega. La stagione è iniziata il 20 luglio 2018 e si è conclusa il 30 maggio 2019. Il Ludogorec era la squadra campione in carica e si è riconfermata vincendo il suo ottavo titolo della storia, l'ottavo consecutivamente.

## Stagione

### Novità
Nel 2017-2018 è retrocesso, dopo aver perso i play-out, il Pirin Blagoevgrad. Il Botev Vraca, primo classificato in Seconda Lega, è stato promosso in massima serie.

### Formula
Le 14 squadre partecipanti si affrontano in gironi di andata-ritorno e i successivi play-off e play-out. Al termine della stagione la squadra campione si qualificherà per il secondo turno preliminare della UEFA Champions League 2019-2020. La squadra classificata al secondo posto si qualificherà per il primo turno di qualificazione della UEFA Europa League 2019-2020. Dopo i play-off e i play-out si saprà la terza squadra che approderà in UEFA Europa League 2019-2020 e quelle retrocesse.

## Squadre partecipanti
| Club              | Città          | Stadio                        | Stagione precedente  |
| ----------------- | -------------- | ----------------------------- | -------------------- |
| Beroe             | Stara Zagora   | Stadio Beroe                  | 4º posto in A PFG    |
| Botev Plovdiv     | Plovdiv        | Stadio Hristo Botev           | 5º posto in A PFG    |
| Botev Vraca       | Vraca          | Stadio Hristo Botev           | 1º posto in B PFG    |
| Černo More Varna  | Varna          | Stadio Tiča                   | 7º posto in A PFG    |
| CSKA Sofia        | Sofia          | Stadio dell'Esercito Bulgaro  | 2º posto in A PFG    |
| Dunav Ruse        | Ruse           | Stadio municipale             | 12º posto in A PFG   |
| Levski Sofia      | Sofia          | Stadio Georgi Asparuhov       | 3º posto in A PFG    |
| Lokomotiv Plovdiv | Plovdiv        | Stadio Lokomotiv              | 8º posto in A PFG    |
| Ludogorec         | Razgrad        | Ludogorets Arena              | Campione di Bulgaria |
| Septemvri Sofia   | Sofia          | Stadio nazionale Vasil Levski | 10º posto in A PFG   |
| Etăr              | Veliko Tărnovo | Stadio Ivailo                 | 11º posto in A PFG   |
| Slavia Sofia      | Sofia          | Stadio nazionale Vasil Levski | 9º posto in A PFG    |
| Vereja            | Stara Zagora   | Trace Arena                   | 6º posto in A PFG    |
| Vitoša Bistrica   | Bistrica       | Stadio Vitoša                 | 14º posto in A PFG   |

## Prima fase
La prima fase si è svolta dal 20 luglio 2018 al 17 marzo 2019.

### Classifica
|  | Pos. | Squadra           | Pt | G  | V  | N | P  | GF | GS | DR  |
|  | ---- | ----------------- | -- | -- | -- | - | -- | -- | -- | --- |
|  | 1.   | Ludogorec         | 62 | 26 | 19 | 5 | 2  | 53 | 14 | +39 |
|  | 2.   | CSKA Sofia        | 57 | 26 | 18 | 3 | 5  | 47 | 14 | +33 |
|  | 3.   | Levski Sofia      | 54 | 26 | 17 | 3 | 6  | 51 | 24 | +27 |
|  | 4.   | Botev Plovdiv     | 45 | 26 | 13 | 6 | 7  | 39 | 21 | +18 |
|  | 5.   | Černo More Varna  | 42 | 26 | 12 | 6 | 8  | 36 | 34 | +2  |
|  | 5.   | Beroe             | 42 | 26 | 12 | 6 | 8  | 32 | 23 | +9  |
|  | 7.   | Etăr              | 40 | 26 | 12 | 4 | 10 | 30 | 27 | +3  |
|  | 8.   | Lokomotiv Plovdiv | 35 | 26 | 10 | 5 | 11 | 32 | 28 | +4  |
|  | 9.   | Slavia Sofia      | 33 | 26 | 9  | 6 | 11 | 28 | 31 | -3  |
|  | 10.  | Botev Vraca       | 31 | 26 | 9  | 4 | 13 | 29 | 40 | -11 |
|  | 11.  | Vitoša Bistrica   | 25 | 26 | 7  | 4 | 15 | 17 | 39 | -22 |
|  | 12.  | Septemvri Sofia   | 21 | 26 | 6  | 3 | 17 | 23 | 52 | -29 |
|  | 13.  | Dunav Ruse        | 20 | 26 | 5  | 5 | 16 | 25 | 47 | -22 |
|  | 14.  | Vereja            | 6  | 26 | 0  | 6 | 20 | 12 | 60 | -48 |

Legenda:
      Ammesse ai play-off campione di Bulgaria
      Ammesse al girone A dei play-out
      Ammesse al girone B dei play-out
Note:

Tre punti a vittoria, uno a pareggio, zero a sconfitta.

### Risultati
|                   | Ber  | BPl  | BVr  | ČMV  | CSKA | DRu  | Lev  | LPl  | Lud  | SSo  | Eta  | SlS  | Ver  | ViB  |
| ----------------- | ---- | ---- | ---- | ---- | ---- | ---- | ---- | ---- | ---- | ---- | ---- | ---- | ---- | ---- |
| Beroe             | –––– | 2-1  | 4-0  | 0-1  | 1-1  | 1-0  | 2-1  | 1-0  | 1-1  | 1-0  | 1-0  | 2-0  | 6-0  | 0-1  |
| Botev Plovdiv     | 4-1  | –––– | 1-1  | 2-1  | 0-0  | 4-1  | 0-1  | 0-1  | 2-3  | 2-0  | 2-0  | 1-0  | 4-0  | 3-0  |
| Botev raca        | 0-1  | 0-1  | –––– | 2-1  | 0-2  | 1-0  | 0-2  | 0-0  | 1-4  | 4-1  | 2-0  | 1-3  | 3-0  | 1-0  |
| Černo More Varna  | 0-0  | 0-0  | 2-1  | –––– | 2-0  | 3-2  | 1-0  | 2-0  | 1-0  | 1-5  | 1-0  | 1-2  | 4-2  | 1-0  |
| CSKA Sofia        | 2-0  | 2-1  | 2-1  | 3-1  | –––– | 3-0  | 0-1  | 2-0  | 1-1  | 5-1  | 3-0  | 2-1  | 4-0  | 3-0  |
| Dunav Ruse        | 1-1  | 1-1  | 3-1  | 1-1  | 0-2  | –––– | 1-2  | 1-0  | 0-2  | 2-0  | 2-4  | 1-1  | 1-0  | 3-0  |
| Levski Sofia      | 1-0  | 4-1  | 1-3  | 2-2  | 1-0  | 3-0  | –––– | 1-1  | 0-2  | 2-0  | 2-1  | 2-0  | 7-0  | 4-1  |
| Lokomotiv Plovdiv | 4-1  | 0-2  | 4-0  | 0-2  | 0-1  | 4-1  | 1-0  | –––– | 0-1  | 0-2  | 0-0  | 2-4  | 3-0  | 2-1  |
| Ludogorec         | 1-0  | 1-1  | 2-0  | 5-1  | 1-0  | 3-1  | 2-1  | 0-1  | –––– | 6-0  | 1-0  | 2-0  | 2-1  | 3-0  |
| Septemvri Sofia   | 1-0  | 0-2  | 1-2  | 2-1  | 0-3  | 2-1  | 2-2  | 1-3  | 1-4  | –––– | 0-2  | 1-2  | 1-0  | 0-0  |
| SFK Etar          | 1-1  | 1-0  | 2-1  | 1-1  | 1-3  | 3-0  | 1-2  | 2-0  | 1-4  | 2-0  | –––– | 3-0  | 1-0  | 1-0  |
| Slavia Sofia      | 1-1  | 0-0  | 0-1  | 3-2  | 1-0  | 2-0  | 0-3  | 1-1  | 0-0  | 3-1  | 0-1  | –––– | 4-0  | 0-2  |
| Vereya            | 0-2  | 1-2  | 2-2  | 0-2  | 0-1  | 1-1  | 3-4  | 2-2  | 0-0  | 0-0  | 0-1  | 0-0  | –––– | 0-1  |
| Vitosha Bistritsa | 1-2  | 0-2  | 1-1  | 1-1  | 0-2  | 2-1  | 0-2  | 0-3  | 0-2  | 2-1  | 1-1  | 1-0  | 2-0  | –––– |

## Seconda fase
La seconda fase si divide in play-off, disputati dal 30 marzo al 29 maggio 2019, e play-out, disputati dal 29 marzo al 4 maggio 2019.

### Play-off
Si qualificano a questa fase le sei migliori classificate della prima fase, e da qui si decreterà il campione di Bulgaria, chi si qualifica al secondo turno preliminare di UEFA Champions League 2019-2020, al primo turno di qualificazione della UEFA Europa League 2019-2020 e chi disputerà la finale dello spareggio per la UEFA Europa League 2019-2020.

### Classifica
|                     | Pos. | Squadra          | Pt | G  | V  | N  | P  | GF | GS | DR  |
| ------------------- | ---- | ---------------- | -- | -- | -- | -- | -- | -- | -- | --- |
| Bulgaria (bandiera) | 1.   | Ludogorec        | 79 | 36 | 23 | 10 | 3  | 67 | 19 | +48 |
|                     | 2.   | CSKA Sofia       | 78 | 36 | 24 | 6  | 6  | 57 | 17 | +40 |
|                     | 3.   | Levski Sofia     | 66 | 36 | 20 | 6  | 10 | 64 | 37 | +27 |
|                     | 4.   | Beroe            | 58 | 36 | 16 | 10 | 10 | 42 | 30 | +12 |
|                     | 5.   | Černo More Varna | 52 | 36 | 15 | 7  | 14 | 44 | 51 | -7  |
|                     | 6.   | Botev Plovdiv    | 50 | 36 | 14 | 8  | 14 | 44 | 36 | +8  |

Legenda:
      Campione di Bulgaria e ammessa al primo turno preliminare diUEFA Champions League 2019-2020
      Ammessa al primo turno preliminare di UEFA Europa League 2019-2020
      Ammessa alla finale per lo spareggio per l'UEFA Europa League 2019-2020
Note:

Tre punti a vittoria, uno a pareggio, zero a sconfitta.

### Risultati
|                  | Ber  | BPl  | ČMV  | CSKA | Lev  | Lud |
| ---------------- | ---- | ---- | ---- | ---- | ---- | --- |
| Beroe            | –––– | 1-1  | 2-0  | 0-1  | 3-1  | 1-1 |
| Botev Plovdiv    | 0-1  | –––– | 0-2  | 2-0  | 1-3  | 0-2 |
| Černo More Varna | 0-0  | 1-0  | –––– | 1-3  | 0-1  | 2-1 |
| CSKA Sofia       | 2-0  | 1-0  | 1-0  | –––– | 0-0  | 0-0 |
| Levski Sofia     | 1-2  | 1-1  | 5-1  | 0-2  | –––– | 0-2 |
| Ludogorec        | 0-0  | 3-0  | 4-1  | 0-0  | 1-1  |     |

### Play-out girone A
Si qualificano a questo turno le squadre classificate alla settima, decima, undicesima e quattordicesima piazza nella prima fase.
Le ultime due classificate disputeranno i Quarti di finale dei play-out per non retrocedere in B PFG.

#### Classifica
|  | Pos. | Squadra         | Pt | G  | V  | N | P  | GF | GS | DR  |
|  | ---- | --------------- | -- | -- | -- | - | -- | -- | -- | --- |
|  | 1.   | Etăr            | 51 | 32 | 15 | 6 | 11 | 39 | 31 | +8  |
|  | 2.   | Botev Vraca     | 45 | 32 | 13 | 6 | 13 | 49 | 44 | +5  |
|  | 3.   | Vitoša Bistrica | 34 | 32 | 10 | 4 | 18 | 26 | 49 | -23 |
|  | 4.   | Vereja          | 6  | 32 | 0  | 6 | 26 | 13 | 81 | -68 |

Legenda:
      Ammesse ai quarti di finale per lo spareggio per l'UEFA Europa League 2019-2020
      Ammesse al primo turno dei play-out.
Note:

Tre punti a vittoria, uno a pareggio, zero a sconfitta.

#### Risultati
|                   | BVr  | Eta  | Ver  | ViB    |
| ----------------- | ---- | ---- | ---- | ------ |
| Botev Vraca       | –––– | 1-1  | 5-0  | 3-0    |
| SFK Etar          | 0-0  | –––– | 3-0  | 2-0    |
| Vereya            | 1-6  | 0-3  | –––– | 0-2    |
| Vitosha Bistritsa | 2-5  | 3-0  | 2-0  | ––––\| |

### Play-out girone B
Si qualificano a questo turno le squadre classificate alla ottava, nona, dodicesima e tredicesima piazza nella prima fase.
Le ultime due classificate disputeranno i Quarti di finale dei play-out per non retrocedere in B PFG.

#### Classifica
|  | Pos. | Squadra           | Pt | G  | V  | N | P  | GF | GS | DR  |
|  | ---- | ----------------- | -- | -- | -- | - | -- | -- | -- | --- |
|  | 1.   | Slavia Sofia      | 39 | 32 | 10 | 9 | 13 | 37 | 42 | -5  |
|  | 2.   | Lokomotiv Plovdiv | 38 | 32 | 10 | 8 | 14 | 37 | 37 | 0   |
|  | 3.   | Septemvri Sofia   | 33 | 32 | 9  | 6 | 17 | 32 | 58 | -26 |
|  | 4.   | Dunav Ruse        | 29 | 32 | 7  | 8 | 17 | 36 | 55 | -19 |

Legenda:
      Ammesse ai quarti di finale per lo spareggio per l'UEFA Europa League 2019-2020
      Ammesse al primo turno dei play-out.
Note:

Tre punti a vittoria, uno a pareggio, zero a sconfitta.

#### Risultati
|                   | DRu  | LPl  | SSo  | SlS    |
| ----------------- | ---- | ---- | ---- | ------ |
| Dunav Ruse        | –––– | 2-0  | 2-2  | 0-1    |
| Lokomotiv Plovdiv | 1-1  | –––– | 1-2  | 1-1    |
| Septemvri Sofia   | 1-1  | 1-0  | –––– | 3-2    |
| Slavia Sofia      | 3-5  | 2-2  | 0-0  | ––––\| |

## Qualificazione per l'Europa League
|  | Quarti di finale   | Quarti di finale | Quarti di finale | Quarti di finale |   |      | Semifinali | Semifinali | Semifinali | Semifinali |  |  | Finale       | Finale |  |  |
|  |                    |                  |                  |                  |   |      |            |            |            |            |  |  |              |        |  |  |
|  | Etăr               | 2                | 1                | 3                |   |      |            |            |            |            |  |  |              |        |  |  |
|  | Lokomotiv Plovdiv  | 0                | 0                | 0                |   |      |            |            |            |            |  |  |              |        |  |  |
|  | Lokomotiv Plovdiv  | 0                | 0                | 0                |   | Etăr | 0          | 2          | 2          |            |  |  |              |        |  |  |
|  |                    |                  |                  |                  |   | Etăr | 0          | 2          | 2          |            |  |  |              |        |  |  |
|  |                    | Slavia Sofia     | 1                | 0                | 1 |      |            |            |            |            |  |  |              |        |  |  |
|  | Slavia Sofia (dts) | Slavia Sofia     | 1                | 0                | 1 | 0    | 1          | 1          |            |            |  |  |              |        |  |  |
|  | Slavia Sofia (dts) |                  |                  |                  |   | 0    | 1          | 1          |            |            |  |  |              |        |  |  |
|  | Botev Vraca        | 0                | 0                | 0                |   |      |            |            |            |            |  |  |              |        |  |  |
|  |                    |                  |                  |                  |   |      |            |            |            |            |  |  | Levski Sofia | 1      |  |  |
|  |                    |                  | Etăr             | 0                |   |      |            |            |            |            |  |  |              |        |  |  |

## Play-out
|  | Quarti di finale | Quarti di finale | Quarti di finale    | Quarti di finale |   |                  | Semifinali | Semifinali | Semifinali | Semifinali |  |  | Finale          | Finale |  |  |
|  |                  |                  |                     |                  |   |                  |            |            |            |            |  |  |                 |        |  |  |
|  | Vitoša Bistrica  | 0                | 0                   | 0                |   |                  |            |            |            |            |  |  |                 |        |  |  |
|  | Dunav Ruse       | 0                | 1                   | 1                |   |                  |            |            |            |            |  |  |                 |        |  |  |
|  | Dunav Ruse       | 0                | 1                   | 1                |   | Dunav Ruse (gfc) | 0          | 3          | 3          |            |  |  |                 |        |  |  |
|  |                  |                  |                     |                  |   | Dunav Ruse (gfc) | 0          | 3          | 3          |            |  |  |                 |        |  |  |
|  |                  | Septemvri Sofia  | 1                   | 2                | 3 |                  |            |            |            |            |  |  |                 |        |  |  |
|  | Septemvri Sofia  | Septemvri Sofia  | 1                   | 2                | 3 | 3                | 3          | 6          |            |            |  |  |                 |        |  |  |
|  | Septemvri Sofia  |                  |                     |                  |   | 3                | 3          | 6          |            |            |  |  |                 |        |  |  |
|  | Vereja           | 0                | 0                   | 0                |   |                  |            |            |            |            |  |  |                 |        |  |  |
|  |                  |                  |                     |                  |   |                  |            |            |            |            |  |  | Septemvri Sofia | 0      |  |  |
|  |                  |                  | Arda Kărdžali (dts) | 1                |   |                  |            |            |            |            |  |  |                 |        |  |  |

|  | Semifinali      | Semifinali      | Semifinali | Semifinali |  |  | Finale | Finale | Finale | Finale |  |  |  |  |  |  |
|  |                 |                 |            |            |  |  |        |        |        |        |  |  |  |  |  |  |
|  | Vitoša Bistrica |                 |            |            |  |  |        |        |        |        |  |  |  |  |  |  |
|  | –––             |                 |            |            |  |  |        |        |        |        |  |  |  |  |  |  |
|  |                 | Vitoša Bistrica | 3          |            |  |  |        |        |        |        |  |  |  |  |  |  |
|  |                 |                 |            |            |  |  |        |        |        |        |  |  |  |  |  |  |
|  |                 | Montana         | 0          |            |  |  |        |        |        |        |  |  |  |  |  |  |

Le vincitrici della Prima Semifinale e delle due Finali rimarranno in A PFG.

## Statistiche

### Individuali

#### Classifica marcatori
| Gol |  |  | Giocatore            | Squadra                          |
| --- |  |  | -------------------- | -------------------------------- |
| 24  |  |  | Stanislav Kostov     | Levski Sofia                     |
| 20  |  |  | Claudiu Keșerü       | Ludogorec                        |
| 16  |  |  | Martin Kamburov      | Beroe                            |
| 14  |  |  | Todor Nedelev        | Botev Plovdiv                    |
| 11  |  |  | Ali Sowe             | CSKA Sofia                       |
| 11  |  |  | Daniel Mladenov      | SFK Etar                         |
| 11  |  |  | Davide Mariani       | Levski Sofia                     |
| 11  |  |  | Jakub Świerczok      | Ludogorec                        |
| 11  |  |  | Tsvetelin Chunchukov | Slavia Sofia                     |
| 10  |  |  | Georgi Iliev         | Černo More Varna                 |
| 10  |  |  | Valeri Bojinov       | Botev Vraca (7) Levski Sofia (3) |
| 9   |  |  | Maurides             | CSKA Sofia                       |
| 9   |  |  | Dimităr Iliev        | Lokomotiv Plovdiv                |